# Zebrakrebs
Der Zebrakrebs (Cherax peknyi), der auch unter dem Namen Tigerkrebs bekannt ist, ist ein Flusskrebs, der in Flüssen und stehenden Gewässern in Neuguinea lebt und dort auch als Speisekrebs gilt. Durch seine auffällige Zeichnung, die an die Tarnstreifen von Zebras und Tigern erinnert, ist dieser Flusskrebs in den vergangenen Jahren in Europa, Japan und den USA zu einem verbreiteten Aquarientier geworden. Die Art wurde bei ihrer Einführung in Deutschland im Jahr 2000 wegen ihrer Ähnlichkeit zu Cherax papuanus als Cherax cf. papuanus bezeichnet und erst im Jahr 2008 von Christian Lukhaup und Brett Herbert beschrieben.

## Merkmale
Der Zebrakrebs erreicht eine Größe von bis zu 15 cm und wird durchschnittlich 3 Jahre alt. Die Männchen haben meistens größere Scheren als die Weibchen und sind um einiges stärker gebaut bzw. werden sie auch größer. Die Geschlechtsorgane findet man auf der Unterseite der Tiere, an denen sich die vier Beinpaare befinden. Das Männchen hat am fünften Beinpaar einen Dorn und das Weibchen hat beim dritten Beinpaar eine ovale Öffnung. 
Die Farbvariante Cherax peknyi „Tiger“ weist breite, gelborange Querbänder am Rückenpanzer der Abdominalsegmente auf, die mit schwarzen Bändern abwechseln. Bei der Form „Zebra“ sind diese Bänder schmäler und hellgelb bis weiß.

## Lebensweise
Cherax peknyi hält sich in fließenden, doch auch in stehenden Gewässern oder den Altarmen von Flüssen auf. Zebrakrebse sind, wie die meisten Krebse, nachtaktiv. Sie sind in der Regel friedliche Krebse, sofern genug Nahrungsangebot an Pflanzen, Zooplankton und toten Fischen vorhanden ist, jagen sie selbst keine im Wasser lebenden Tiere wie Fische, Garnelen oder Schnecken. Falls sich jedoch kleinere Zebrakrebse in ihrem Revier aufhalten, kann es zu Auseinandersetzungen kommen, bei denen die Gliedmaßen der Kontrahenten in Mitleidenschaft gezogen werden können, wobei auch ein vollkommener Verlust einiger Gliedmaßen die Folge einer Auseinandersetzung sein kann. Im Kampf verlorene Beine, Fühler und Scheren werden binnen weniger Wochen nachgebildet.
In unterschiedlichen Abständen (je nach Futterangebot), werfen die Zebrakrebse ihre alten Schalen ab und eine Neubildung erfolgt. Direkt nach der Häutung ist die neue Schale noch weich und biegbar (Butterkrebs), sie härtet jedoch nach einigen Tagen aus. Die alten Schalen werden meist als Stärkung gefressen, da sie den Bedarf an Chitin und Kalk decken, die für die Neubildung eines Panzers essenziell sind. Durch diese Häutung können die Krebse wachsen. In manchen Fällen kann vor allem an den Scheren die alte Schale nicht abgestoßen werden, was zum Verenden des Tieres führen kann, wenn der Krebs seine Gliedmaßen nicht selbst abwerfen kann.

## Aquarienhaltung
Zebrakrebse brauchen viele Versteckmöglichkeiten und ein reiches Angebot an Pflanzen. Zu helle Aquarienbeleuchtung führt dazu, dass die Tiere scheu werden und man sie nicht mehr zu Gesicht bekommt. Sie suchen vorwiegend nachts nach Futter und fressen neben Lebendfutter auch gerne Futtertabletten, Karotten und anderes Gemüse und Laub. Optimal sind Futtertabletten, die sich nicht direkt auflösen, welche vor Abschaltung des Aquarienlichtes gefüttert werden, da die Krebse oft einige Zeit brauchen, bis sie in der Dunkelheit Futter suchen. Falls die Tiere nicht die Möglichkeit haben, Futter zu finden oder nicht ausreichend erreichbares Futter zur Verfügung steht, greifen sie Fische und Schnecken an und fressen diese, die innerartliche Aggression steigt ebenfalls. Cherax peknyi ist ab Aquarien mit mindestens 60 cm einzeln oder im Paar (ab 100 cm), mit gleich großen Tieren gut haltbar und benötigt eine Wassertemperatur von 22 bis 25 °C.

## Belege

### Weblink
- Cherax peknyi in der Roten Liste gefährdeter Arten der IUCN 2013.2. Eingestellt von: Austin, C.M., 2009. Abgerufen am 20. Januar 2014.